# 乔治·博弗尔
乔治·博弗尔三世（George Bovell III，1983年7月18日—），特立尼达和多巴哥游泳运动员。曾在2004年雅典奥运收获男子200米个人混合泳铜牌，这是特立尼达和多巴哥在奥运游泳项目上的首枚奖牌。